# Du hast
Du hast (българска транскрипция: ду хаст) е песен на немската рок група Рамщайн. Тази песен е най-известната на групата, като тя е създадена през 1997 г. за албума Sehnsucht (от немски: копнеж). Това е една от световноизвестните песни на групата, дължейки го отчасти на факта, че се появява в саундтрака на филма Матрицата, освен това песента е включвана във филми като How High. Песента има и английски вариант.

## Кавъри
- Black Warrant, метъл група от Пакистан прави кавър на песента за своя албум от 2006 – Recover II.
- Hannibal изпълняват Du hast на живо на първия Scorpions Festival 2007 (18/6/2007) на стадион Karaiskaki, Piraeus, Атина.
- Verka Serduchka прави кавър на песента за Ukrania TV през 2007.
- maNga изпълняват песента през 2006 на живо в Истанбул.